# Eupithecia circumfluxa
Eupithecia circumfluxa là một loài bướm đêm trong họ Geometridae.